# Jaroslav Leneček
Jaroslav Leneček fue un deportista checoslovaco que compitió en tiro con arco, en la modalidad de arco recurvo. Ganó tres medallas de oro en el Campeonato Mundial de Tiro con Arco al Aire Libre entre los años 1935 y 1938.

## Palmarés internacional
| Campeonato Mundial al Aire Libre | Campeonato Mundial al Aire Libre | Campeonato Mundial al Aire Libre | Campeonato Mundial al Aire Libre |
| Año                              | Lugar                            | Medalla                          | Prueba                           |
| -------------------------------- | -------------------------------- | -------------------------------- | -------------------------------- |
| 1935                             | Bruselas (Bélgica)               | Medalla de oro                   | Equipo                           |
| 1936                             | Praga (Checoslovaquia)           | Medalla de oro                   | Equipo                           |
| 1938                             | Londres (Reino Unido)            | Medalla de oro                   | Equipo                           |